# Иннимон
Иннимо́н (фр. Innimond) — коммуна во Франции, находится в регионе Рона — Альпы. Департамент — Эн. Входит в состав кантона Люи. Округ коммуны — Белле.
Код INSEE коммуны — 01190.

## География
Коммуна расположена приблизительно в 420 км к юго-востоку от Парижа, в 60 км восточнее Лиона, в 55 км к юго-востоку от Бурк-ан-Бреса.

## Климат
Климат полуконтинентальный с холодной зимой и тёплым летом. Дожди бывают нечасто, в основном летом.

## Население
Население коммуны на 2010 год составляло 114 человек.
| 1962 | 1968 | 1975 | 1982 | 1990 | 1999 | 2010 |
| ---- | ---- | ---- | ---- | ---- | ---- | ---- |
| 188  | 143  | 98   | 82   | 81   | 95   | 114  |

## Администрация
| Период | Период | Фамилия      | Партия | Примечания |
| ------ | ------ | ------------ | ------ | ---------- |
| 2001   | 2008   | Морис Берльо |        |            |
| 2008   | 2014   | Эрик Ноде    |        |            |

## Экономика
В 2010 году среди 70 человек трудоспособного возраста (15—64 лет) 51 были экономически активными, 19 — неактивными (показатель активности — 72,9 %, в 1999 году было 70,4 %). Из 51 активных жителей работали 49 человек (27 мужчин и 22 женщины), безработных было 2 (1 мужчина и 1 женщина). Среди 19 неактивных 3 человека были учениками или студентами, 7 — пенсионерами, 9 были неактивными по другим причинам.

## Фотогалерея
- Иннимон
- Общественная прачечная
- Дорога к Иннимону